# Marcos Paz

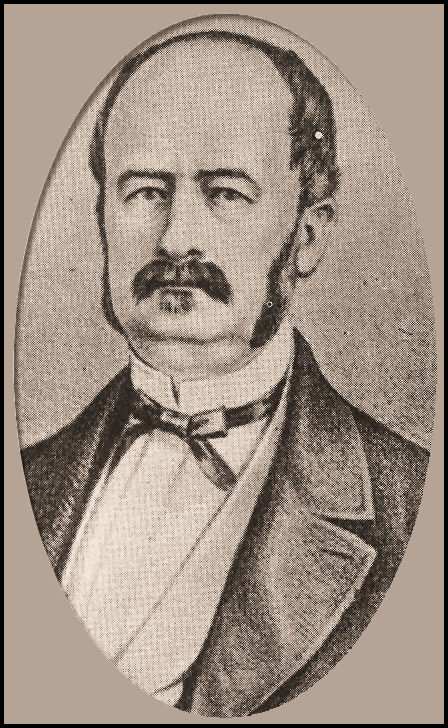
Marcos Paz

Marcos Paz (1813 - 2 de janeiro de 1868) foi governador das províncias de Córdoba e Tucumán, senador argentino e vice-presidente da Argentina de 12 de outubro de 1862 até sua morte em 1868.

## Biografia
Marcos Paz nasceu em uma proeminente família tucumana em 1813. Seu pai era Juan Bautista Paz, advogado e legislador que atuou como vice-governador da província várias vezes, e seu irmão era o general Gregorio Paz. Graduou- se em direito em 1834. Casou-se com a ex-Micaela Cascallares, filha de um rico latifundiário, e estabeleceu-se com ela em Buenos Aires.
Após a queda de Juan Manuel de Rosas em 1852 juntou-se a Justo José de Urquiza em sua luta contra as forças de Bartolomé Mitre em Buenos Aires, e juntou-se ao coronel Hilario Lagos como ajudante; o cerco foi finalmente mal sucedido.
Eleito governador de Tucumán em 1858, Paz participou do Pacto de San José de Flores de 1859, que ajudou a garantir a unidade nacional, e foi eleito para a convenção de 1860 que produziu as primeiras emendas à Constituição da Argentina. Ele então ajudou o general Wesceslao Paunero, que foi enviado como enviado por Mitre a outros líderes provinciais, e serviu brevemente em seu lugar como governador de Córdoba, de dezembro de 1861 a março de 1862.
Um antigo inimigo, o líder de Buenos Aires Bartolomé Mitre, fez amizade com Paz durante as negociações anteriores e o nomeou como companheiro de chapa nas eleições de 1862. Mitre obteve concessões significativas para Buenos Aires após sua vitória na Batalha de Pavón em 1861, e a escolha de Paz, que como apoiador da Confederação Argentina seria um oponente, foi parte da tentativa de Mitre de aplacar o sentimento separatista fora Província de Buenos Aires. A dupla venceu por unanimidade no colégio eleitoral, e Paz tornou-se vice-presidente da Argentina.
Quando Mitre esteve fora comandando as forças aliadas durante a Guerra do Paraguai, Paz cumpriu o papel de presidente interino. Morreu no cargo em 2 de janeiro de 1868, em Buenos Aires, vítima de uma epidemia de cólera, e Mitre teve que retornar à Argentina para reassumir o cargo de presidente.